# Ekstraverzija
Ekstraverzija označava brzo prilagođavanje osobe novoj sredini. Pojam je formuliran prvi put od Carl Gustav Junga u referatu "O pitanju psiholoških tipova" na psihoanalitičkom kongresu u Münchenu 1913. god. Ovdje je ujedno i skiciran dijalektički odnos između ekstra i introverzije, a oba su pojma jasno ograđena od Freudovog seksualnog i patološkog. 
Ekstraverzija zapravo znači okretanje libida ka vanjskoj strani. Time je označena očigledna veza subjekta s objektom u smislu pozitivna kretanja subjektivne pažnje ka objektu. Kada je ekstravertni modalitet udomaćen, Jung govori o ekstravertnom tipu.

## Ekstravertni tip
Netko tko je ekstravertno usmjeren misli, osjeća i djeluje s obzirom na objekt na tako jasan i neposredan način da ne postoji nikakva sumnja u njegov pozitivan stav prema objektu. Stoga je ekstraverzija na neki način premještanje pažnje iz subjekta u objekt. Ako je ekstraverzija intelektualna, subjekt se prenosi u objekt mislima, ako je ekstraverzija osjećajna, subjekt se prenosi u objekt osjećajima. U stanju ekstraverzije postoji jaka, iako ne isključiva uslovljenost objektom. Jung razlikuje četiri karakterne vrste ekstravertnih tipova, to su :
- Ekstravertni misleni tip
- Ekstravertni osjećajni tip
- Ekstravertni osjetni tip
- Ekstravertni intuitivni tip